# Буяни (Владимирская область)
Буяни — хутор в Киржачском районе Владимирской области России, входит в состав Филипповского сельского поселения. 

## География
Хутор расположен на берегу реки Шерна близ границы с Московской областью в 12 км на юг от центра поселения села Филипповское и в 22 км на юго-запад от Киржача. 

## История
В 1926 году сторожка Буяны входила в состав Филипповской волости Александровского уезда.
С 1929 года хутор входил в состав Дворищенского сельсовета Киржачского района, с 1940 года — в составе Филипповского сельсовета, с 2005 года — в составе Филипповского сельского поселения.

## Население
| 1926 | 2002 | 2010 | 2021 |
| ---- | ---- | ---- | ---- |
| 7    | ↘1   | ↘0   | →0   |